# Храм Успения Пресвятой Богородицы на Успенском Вражке
Храм Успения Пресвятой Богородицы на Успенском Вражке — православный храм в Тверском районе Москвы. Принадлежит к Иверскому благочинию Московской епархии Русской Православной Церкви.

## История
Считается, что название «Успенский вражек» происходит от деревянной Успенской церкви, стоявшей на берегу оврага (вражка), который проходил между Никитской и Тверской улицами. Считается[кем?], что церковь существовала ещё до 1531 года, поскольку название «Успенский вражек» упоминается в Никоновской летописи.
Однако первое документальное упоминание однопрестольной деревянной церкви относится только к 1625 году. В 1647 году Григорием Горихвостовым на месте разобранной деревянной церкви была построена новая каменная с двумя приделами, во имя Николая Чудотворца и Иоанна Предтечи.
В 1775 году Никольский придел был разобран, а вместо него построили отдельную каменную церковь с тем же именем.
В 1857—1860 годах храм был перестроен на средства купца Сергея Афанасьевича Живаго, а его престолы были освящены митрополитом Московским Филаретом (Дроздовым).
В 1924 году храм был закрыт, в его здании был размещён Московский областной исторический архив, а после ремонта 1979 года — междугородная телефонная станция, в алтарной части находилась касса, окошко которой располагалось на месте Царских врат[значимость факта?].
В 1992 году было издано постановление правительства Москвы о возвращении храма Русской православной церкви. В 1996 году общине была передана в пользование крипта храма, которая была освящена во имя Николая Чудотворца, где в Фомино воскресение была свершена первая литургия. В 1999 году был передан верхний храм во имя Успения Пресвятой Богородицы. С самого начала настоятелю храма отцу Владимиру Лапшину и его прихожанам помогали прихожане двух других храмов: Косьмы и Дамиана в Шубине и Успения Пресвятой Богородицы в Печатниках. В 2003 году скульптором А. П. Семыниным были воссозданы рельефы на фасаде храма.
Здание эклектичной архитектуры венчает небольшая глава, над крыльцом храма высится шатровая колокольня. Приделы верхнего храма: во имя прп. Сергия Радонежского и Усекновения главы Иоанна Предтечи.
При храме существует детская воскресная школа, проводятся евангельские чтения и семинары «Христианство и литература». Приходская группа «Милосердие» организует горячее питание для бездомных и неимущих. Группа помощи детям-сиротам опекает больных в интернатах.

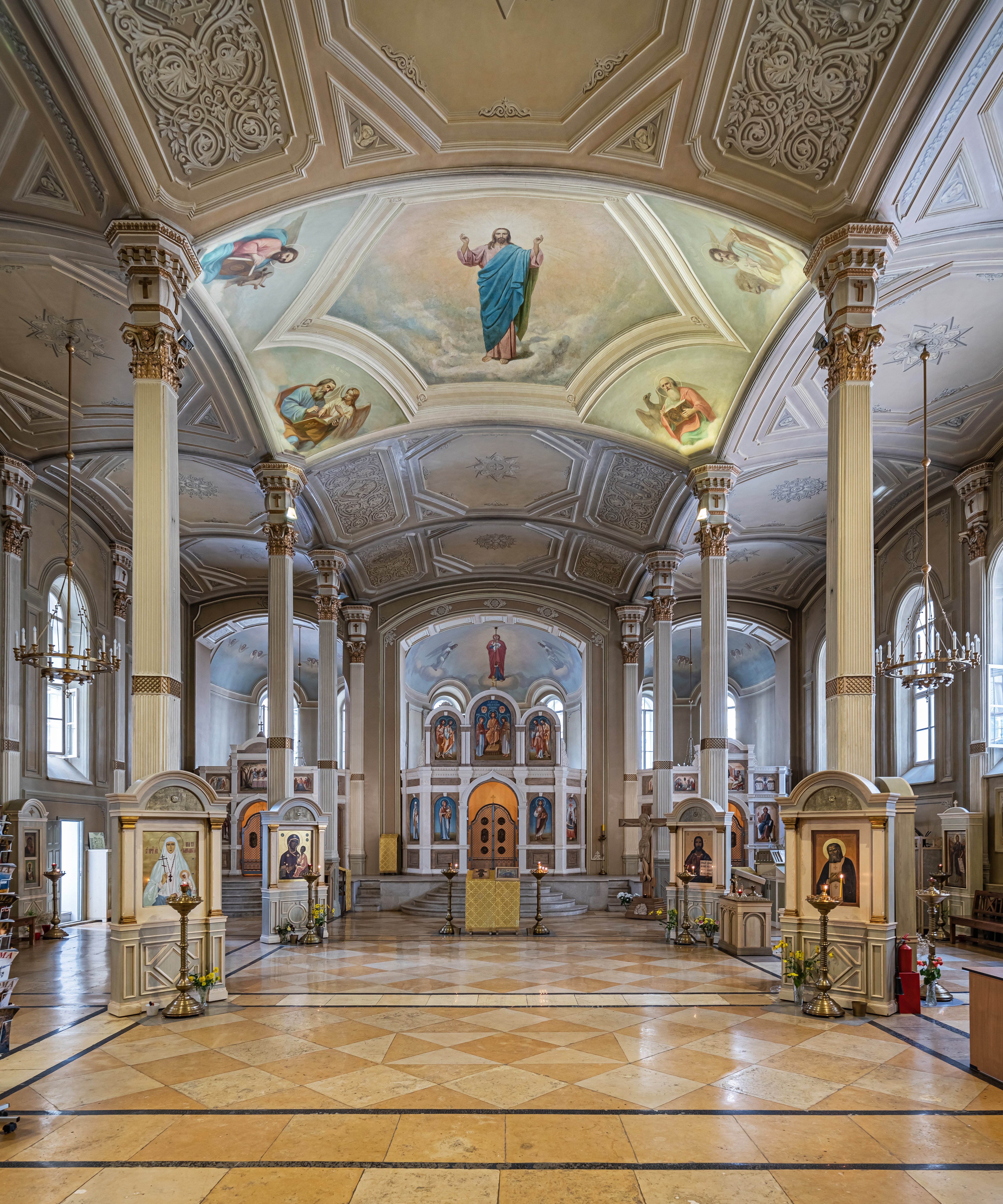
Интерьер храма, вид в сторону иконостаса

## Святыни храма
- Икона преподобномученицы Великой княгини Елизаветы с мощами.

## Духовенство
- Настоятель храма — иерей Иоанн Грузинов[3]
- Почетный настоятель храма — священник Владимир Лапшин